# 碧山公共圖書館
1°20′59.42″N 103°50′55.86″E / 1.3498389°N 103.8488500°E
碧山公共圖書館 （英語：Bishan Public Library）是一所位于新加坡碧山规划区、國家圖書館管理局旗下的公共圖書館, 并于2006年正式开幕。

## 历史
此图书馆由LOOK Architects设计，于2016年9月1日由当时担任副总理的黄根成宣布正式落成并向公众开放。
图书馆采用了「树屋」的设计概念， 并在2007年荣获新加坡总统设计奖 （新加波设计界最高荣誉）。
碧山圖書館在2018年「BuzzFeed最佳图书馆名单」中名列第三。

## 場內設備
碧山公共圖書館的設施包括：
- 成人圖書館
- 兒童圖書館

## 交通
附近的交通设施包括
- 碧山地铁站
- 碧山巴士轉換站